# Nieder-Ramsbach
Nieder-Ramsbach ist eine Wüstung auf dem Gebiet der Gemeinde Cleebronn im Landkreis Heilbronn im nördlichen Baden-Württemberg.
Der Ort wurde 1277 als Ramesbach erstmals erwähnt und gehörte ursprünglich den Herren von Magenheim. 1322 kam Ramsbach an Württemberg. Eine dem hl. Dionysius geweihte Kirche wurde bereits um 1130 erwähnt. Die Pfarrei kam 1442/43 im Tausch gegen Güter im Zabergäu gemeinsam mit den Pfarreien in Botenheim und Pfaffenhofen an die Nonnen des Frauenklosters in Frauenzimmern. Ein Pfarrer wurde in Ramsbach noch 1545 erwähnt, um 1550 war die Kirche und mit ihr vermutlich auch der Ort dann jedoch bereits eingegangen. Das Mesnerhaus des Ortes lag auf dem Pfründacker des Ramsbacher Hofes, eines bereits im 14. Jahrhundert erwähnten Hofguts mit 166 Morgen Land, das noch im frühen 18. Jahrhundert besteuert wurde, dann aber auch einging.